# Vechtbrug Uitermeer
De Vechtbrug Uitermeer is een ophaalbrug over de Utrechtse Vecht en ligt in de Gooilandseweg, die Weesp met Het Gooi verbindt. Westelijk van de brug takt naar het zuiden de Klompweg, later Lage Klompweg, af naar Nigtevecht. Oostelijk van de brug takt de Dammerweg, de N523, af naar Nederhorst den Berg. In de nabijheid van de brug bevindt zich ook het Fort Uitermeer.
De brug wordt op afstand bediend en vooral in de zomermaanden regelmatig geopend voor de scheepvaart.
Buslijn 106 van Connexxion rijdt over de brug.
De brug is vernoemd naar het tot de gemeente Amsterdam behorende nabijgelegen gehucht Uitermeer.
In 2016 is de brug vernieuwd, verbreed en verplaatst in samenhang met de reconstructie van de Gooilandseweg.